# Episodi di Kyle XY (seconda stagione)
La seconda stagione della serie televisiva Kyle XY è stata trasmessa negli Stati Uniti dall'emittente ABC Family, dall'11 giugno 2007 al 17 marzo 2008 divisa in due parti; la prima (ep.1-13) è andata in onda dall'11 giugno al 3 settembre 2007, mentre la seconda (ep.14-23) è andata in onda dal 14 gennaio al 17 marzo 2008.
In Italia la prima parte è stata trasmessa in prima visione sul canale satellitare Fox dal 29 novembre 2007 al 18 gennaio 2008 come Seconda stagione. La seconda parte è andata in onda dal 4 aprile al 2 maggio 2009, come Terza stagione, sempre su Fox con un doppio episodio settimanale andando in onda, quasi in contemporanea, anche in chiaro su Italia1 che ha trasmesso l'intero ciclo dal 7 aprile al 7 maggio 2009.
| nº | Titolo originale                            | Titolo italiano              | Prima TV USA     | Prima TV Italia  |
| -- | ------------------------------------------- | ---------------------------- | ---------------- | ---------------- |
| 1  | The Prophet                                 | Il profeta                   | 11 giugno 2007   | 29 novembre 2007 |
| 2  | Homecoming                                  | Ritorno a casa               | 18 giugno 2007   | 29 novembre 2007 |
| 3  | The List is Life                            | La classifica non mente mai  | 25 giugno 2007   | 9 dicembre 2007  |
| 4  | Balancing Act                               | Equilibri precari            | 2 luglio 2007    | 9 dicembre 2007  |
| 5  | Come to Your Senses                         | Deprivazione sensoriale      | 9 luglio 2007    | 13 dicembre 2007 |
| 6  | Does Kyle Dream of Electric Fish            | Visioni                      | 16 luglio 2007   | 13 dicembre 2007 |
| 7  | Free to Be You and Me                       | Liberi di essere "noi"       | 23 luglio 2007   | 20 dicembre 2007 |
| 8  | What's the Frequency, Kyle?                 | Altri modi di comunicare     | 30 luglio 2007   | 20 dicembre 2007 |
| 9  | Ghost in the Machine                        | Fantasmi                     | 6 agosto 2007    | 27 dicembre 2007 |
| 10 | House of Cards                              | Il castello di carte         | 13 agosto 2007   | 27 dicembre 2007 |
| 11 | Hands on a Hybrid                           | La verità nascosta           | 20 agosto 2007   | 3 gennaio 2008   |
| 12 | Lockdown                                    | In cerca di Jessi            | 27 agosto 2007   | 10 gennaio 2008  |
| 13 | Leap of Faith                               | Chi è Kyle?                  | 3 settembre 2007 | 17 gennaio 2008  |
| 14 | To C.I.R., With Love                        | Scacco alla Madacorp         | 14 gennaio 2008  | 4 aprile 2009    |
| 15 | The Future's So Bright, I Gotta Wear Shades | Verso il futuro              | 21 gennaio 2008  | 4 aprile 2009    |
| 16 | Great Expectations                          | Grandi speranze              | 28 gennaio 2008  | 11 aprile 2009   |
| 17 | Grounded                                    | Una visita inaspettata       | 4 febbraio 2008  | 11 aprile 2009   |
| 18 | Between the Rack and a Hard Place           | Il cliente ha sempre ragione | 11 febbraio 2008 | 18 aprile 2009   |
| 19 | First Cut Is the Deepest                    | Le ferite più profonde       | 18 febbraio 2008 | 18 aprile 2009   |
| 20 | Primary Colors                              | Una giornata indimenticabile | 25 febbraio 2008 | 25 aprile 2009   |
| 21 | Grey Matters                                | Materia grigia               | 3 marzo 2008     | 25 aprile 2009   |
| 22 | Hello...                                    | Ciao, io sono Sarah          | 10 marzo 2008    | 2 maggio 2009    |
| 23 | I've Had the Time of My Life                | Una magica serata            | 17 marzo 2008    | 2 maggio 2009    |

## Il profeta
- Titolo originale: The Prophet
- Diretto da:
- Scritto da:

### Trama
Kyle comincia una nuova vita alla tenuta di Adam Baylin dove scopre come e perché è stato creato. Mentre Adam cerca di allenare le capacità mentali di Kyle, a Seattle Nicole è distrutta e continua ad avere incubi su Kyle. Quest'ultimo ha la possibilità di vedere i Trager in videochat quando vuole ma senza superare i due minuti per evitare di essere rintracciato. Durante uno di questi collegamenti Kyle viene distratto e il timer va oltre i 4 minuti e mezzo. Il giorno dopo Kyle riesce in uno dei test più difficili di Adam nel far scoppiare un bicchiere pieno d'acqua. Ma il rumore del bicchiere copre un altro rumore, quello di un vetro rotto. Un proiettile ha colpito in pieno petto Adam che muore tra le braccia di Kyle. In seguito Foss decide che è il momento di farla finita una volta per tutte e si intrufola nella Zzyzx e piazza un ordigno esplosivo. Kyle tenta di fermarlo ma mentre vaga per i corridoi della società segreta sente che dietro una porta c'è qualcosa di strano. Prima di poter entrare nella stanza viene però tramortito da Foss e portato fuori. Quando si riprende Kyle tenta di tornare dentro a fermare l'esplosione ma non riesce nell'intento e la bomba esplode. Kyle decide allora che per vivere in pace deve tornare dai Trager, così ritorna a Seattle dalla famiglia, rendendoli felici. Intanto ciò che si trovava dentro la stanza della Zzyzx si ritrova a vagare per i boschi: è il progetto 781228 ovvero Jessi XX, la "sorella" di Kyle.

## Ritorno a casa
- Titolo originale: The Homecoming
- Diretto da:
- Scritto da:

### Trama
Tornato a casa, Kyle ricomincia la sua vecchia vita, tenendo all'oscuro i Trager e, con rammarico, anche Declan di ciò che ha scoperto sulle sue origini nonostante le pressioni di quest'ultimo. Intanto nel bosco viene ritrovata una giovane, nuda e disorientata, che poco prima ha assassinato un cacciatore che la voleva violentare. Julian Ballantine, direttore della Madacorp (società che gestiva la Zzyzx), chiama una cacciatrice di taglie, Emily Holland, per rintracciare e catturare la ragazza. Nel farlo, scoprono che Kyle, o meglio l'esperimento XY, è ancora vivo perciò Ballantine incarica Emily di trovare anche lui.

## La classifica non mente mai
- Titolo originale: The List Is Life
- Diretto da:
- Scritto da:

### Trama
La pubblicazione di una lista rischia di compromettere la reputazione di alcuni studenti del liceo mentre Kyle si esercita in un edificio abbandonato con Tom Foss per affinare le sue capacità. Ad un falò scolastico scoppia un incendio in un capanno e Kyle si accorge di poter camminare in mezzo alle fiamme rimanendo illeso e salvando la ragazza sotto lo sguardo di Nicole e Declan che lo fa scappare via. Amanda, dopo aver letto la classifica, scopre la verità su Charlie, mentre Jessie XX viene "formattata" e fatta entrare nella Madacorp con l'identità di Jessi Hollander, sorella di Emily.

## Equilibri precari
- Titolo originale: Balancing Act
- Diretto da:
- Scritto da:

### Trama
Josh sta per compiere sedici anni e Stephen vuole regalargli un'auto, ma quest'ultimo perde il lavoro così lui e Kyle, per scusarsi con Josh, decidono di riparare una vecchia macchina che potrà usare finché non gliene faranno una nuova. Declan pedina Kyle e trova l'edificio in cui il ragazzo si allena con Foss, scoprendo il suo segreto, ma, qualche ora dopo, riceve delle foto che lo vedono ritratto all'esterno dell'edificio e gli viene chiesto di non impicciarsi per evitare che facciano del male a Lori.

## Deprivazione sensoriale
- Titolo originale: Come to Your Senses
- Diretto da:
- Scritto da:

### Trama
Emily, incaricata da Ballantine, di far interagire Jessi con Kyle la fa conoscere a Nicole come nuova paziente, che le appare come una delle tante adolescenti problematiche che ha già curato in passato. Intanto Kyle aiuta Amanda a ritrovare il bracciale che le ha regalato il padre e che la sera prima è stato rubato, ma si scopre che la madre di Amanda l'ha venduto poiché hanno problemi di soldi.

## Visioni
- Titolo originale: Does Kyle Dream of Electric Fish
- Diretto da:
- Scritto da:

### Trama
Josh aiutato da Andy si prepara ad uscire con una ragazza che però gli dà buca, così Andy decide di passare la serata con Josh che capisce di essere innamorato di lei. Lori cerca di instaurare un rapporto di amicizia con Declan dopo la rottura e lo invita ad una serata dove lei suona come principiante, ma qui si ritrova anche Jessi che esce dal locale con Declan sotto lo sguardo di Lori. dopodiché fuori dal locale Jessi bacia Declan. Kyle ha delle strane visioni a cui cerca di dare spiegazione e, grazie a queste, trova un messaggio di Adam Baylin in un cd nascosto in un libro con un semplice messaggio su come usare i suoi poteri, ma, decriptando il messaggio, Kyle ne scopre il vero significato: "Don't trust Foss" ovvero "non credere a Tom Foss". Così Kyle si dirige verso l'edificio abbandonato dove erano soliti incontrarsi, ma al suo interno non c'è più nulla, Tom Foss si è dileguato.

## Liberi di essere noi
- Titolo originale: Free to Be You and Me
- Diretto da:
- Scritto da:

### Trama
Si sta organizzando a scuola il ballo di primavera e gli studenti sono tutti entusiasti. Amanda invita Kyle ad andare al ballo con lei, Kyle accetta e ben presto si accorge che il suo è un appuntamento. Kyle è molto emozionato e ha anche molta paura, e ne parla con Nicole. Anche Amanda si accorge che a Kyle ha qualcosa che non va, e pensa che sia perché non ha voglia di andare al ballo con lei, ma egli le spiega che è perché ha una cotta per lei, e ammettono entrambi di piacersi. A scuola Andy (amica di Josh), supportata da Lori, Hilary Kyle e Amanda decide di organizzare delle proteste contro le regole del ballo. Il preside decide di punirli e precludere loro la partecipazione. Ciò non si rivela un problema, però, avendo loro organizzato un ballo parallelo, con l'ingresso a costo dimezzato rispetto a quello del ballo scolastico. Jessie sembra avere molto interesse per Declan e gli chiede alcune informazioni su Kyle e Lori che le sembrano simpatici. Alla festa vengono quasi tutti, perfino Jessie, a cui era stato proibito dalla sorella, poiché stava frequentando Declan. Anche ad Amanda era stato proibito dalla madre, come punizione per essersi ribellata contro le regole del ballo scolastico, ma lei decide di andarci ugualmente, disubbidendo. Kyle e Amanda ballano insieme, sono vicini al bacio quando le luci del locale si spengono a causa dei poteri di Jessie, che li ha usati involontariamente in un accesso di rabbia, dovuto all'ordine della sorella di tornare a casa. Alla fine della festa Kyle continua a raccontare a Declan di Foss. Inoltre Declan sospetta di Foss in quanto gli ha mandato delle foto che rappresentavano un ricatto: se non fosse stato alla larga da Kyle, egli avrebbe rapito Lori. Poco dopo quest'ultima, mentre esce dal locale, viene colpita da Jessi alla testa e sviene.

## Altri modi di comunicare
- Titolo originale: What's the Frequency, Kyle?
- Diretto da:
- Scritto da:

### Trama
Il padre di Stephen entra in stato di coma, e Kyle aiuta il suo patrigno a fare pace con lui, facendo da mediatore e facendogli capire l'importanza che aveva nella sua vita. in questo modo Kyle scopre il suo nuovo potere, quello di entrare nelle menti altrui. Nel frattempo Nicole scopre che Emily vuole interrompere la terapia di Jessi.

## Fantasmi
- Titolo originale: Ghost in the Machine
- Diretto da:
- Scritto da:

### Trama
Ancora sotto shock in seguito all'aggressione subita al ballo, Lori decide di passare qualche giorno da sola in campeggio nella foresta, proprio dove un tempo c'era il quartier generale della Zzyzx. Kyle tenta di dissuaderla, ma, non riuscendoci, decide di accompagnarla insieme a Dechlan, Andy, Josh, Amanda e infine Jessie, appena arrivata. Giunti nel bosco, Lori entra sconsideratamente all'interno di un grande tubo, che è in realtà una delle entrate della vecchia Zzyzx. Kyle e Dechlan la seguono per evitare che si metta in pericolo; una volta entrati, Kyle inizia ad avere delle visioni, in cui vede ciò che gli è successo quando era chiuso nella vasca di alimentazione. Nel frattempo, anche Amanda e Jessie raggiungono il posto, ma Jessie si addentra nei meandri dell'edificio. Gli altri ragazzi si incontrano tutti invece in una camera e, a causa di improvvise fughe di gas, avvertono il bisogno di fuggire. Kyle individua la via d'uscita e lascia andar via Dechlan, Amanda e Lori, mentre lui procede a cercare Jessie. Intanto ha degli altri ricordi sul suo passato, circa il diverbio fra Adam e il professor Kern e si accorge in particolare di quanta cura si sia preso Foss per lui in quel periodo. Anche Jessie ha delle terribili visioni sul suo passato e si accascia a terra, non sapendo cosa fare. All'esterno Josh ed Andy si sono scambiati importanti rivelazioni: l'uno è innamorato dell'altra, mentre lei ha il cancro; tuttavia non hanno il tempo di continuare il discorso perché gli altri tre ragazzi sono nel frattempo riusciti a ritornare in superficie e vanno così a soccorrerli. Kyle trova Jessie e la riporta all'aria aperta, ma rientra poi subito all'interno della struttura per prendere un cofanetto visto in una sua visione e che Adam sembra aver lasciato apposta per lui. Con grande difficoltà ci riesce, ma appena tornato all'esterno perde i sensi e viene rianimato da un romantico bacio datogli da Amanda. In seguito, tutti e sette i ragazzi si ritrovano al pronto soccorso e hanno la possibilità di scambiare qualche parola su ciò che è accaduto. Kyle si reca infine da Tom Foss per dirgli che si sarebbe dovuto fidare anche prima di lui e per ringraziarlo delle amorevoli cure precedentemente concessegli. Foss è imbarazzato come sempre e rivela al ragazzo che il messaggio lasciatogli da Adam è stato manomesso. Kyle, infine, si concentra così per capirne il vero significato e, basandosi sui propri ricordi, capisce che la persona di cui non si sarebbe dovuto fidare era in realtà Taylor.

## Il castello di carte
- Titolo originale: House of Cards
- Diretto da:
- Scritto da:

### Trama
Kyle, Declan e Foss programmano di recuperare l'anello di Kyle, chiave del cofanetto trovato alla ZZYZX, in possesso di Ballantine. Lori, dopo una telefonata ricevuta da un albergo, inizia a mettere in dubbio la natura del rapporto tra Stephen e la collega Emiliy e si reca alla Madacorp complicando il lavoro di Kyle e degli amici. I ragazzi riescono comunque a prendere l'anello ma durante la fuga Declan cade dalle scale e si ferisce ad una gamba: per permettere la fuga dei due complici Foss rimane indietro e dopo un veloce combattimento viene catturato dalle guardie della Madacorp. Nel cofanetto, Kyle trova una vecchia fotografia di Baylin insieme a una ragazza...

## La verità nascosta
- Titolo originale: Hands on a Hybrid
- Diretto da:
- Scritto da:

### Trama
Durante una festa benefica per la lotta contro il cancro, Kyle cerca di avvicinarsi a Jessi per scoprire qualcosa di più sullo strano legame che li unisce. Kyle toccando le mani di Jessi riesce a vedere quello che lei ha visto scappando dalla ZZYZX. Amanda però fraintende l'interesse di Kyle per la ragazza. Nel frattempo però Lori e Declan scoprono un'altra cosa sconvolgente è stata proprio Jessi ad aggredire Lori alla festa di primavera.
Andy scopre che Josh ha detto alla madre della sua malattia e si arrabbia molto ma subito dopo capisce che deve avere più pazienza perché il ragazzo tiene davvero a lei. Alla fine i due si baciano
Stephen è alla festa con la famiglia ma viene interrotto da Ballantine che gli chiede di recarsi subito al lavoro perché ha intenzione di testare la macchina che stavano progettando insieme. Stephen è costretto a lasciare per l'ennesima volta la famiglia da sola e dedicarsi al lavoro.
Giunto alla madacorp chiede però ai suoi collaboratori come hanno fatto a trovare già un volontario se il lavoro è stato finito da poche ore, Ballantine risponde che è stata pura fortuna e viene inquadrato il volontario. Foss in preda a violenti spasmi.

## In cerca di Jessi
- Titolo originale: Lockdown
- Diretto da:
- Scritto da:

### Trama
Jessi non decide di scappare, oppressa da Emily, temendo i suoi poteri e quello che è; nel frattempo Lori dopo aver scoperto che è stata proprio Jessi ad aggredirla, cerca vendetta in tutti i modi, cercando di coinvolgere più gente possibile nei suoi piani, malriuscendoci.

## Chi è Kyle?
- Titolo originale: Leap of Faith
- Diretto da:
- Scritto da:

### Trama
Kyle è in viaggio con Jessie, viaggio che porta i due ragazzi a scoprire molto di più sul loro conto, a partire dalla fotografia che Adam ha lasciato a Kyle con rappresentati lui e una ragazza davanti a un bar di paese. Giunti a questo bar i due, dopo aver conosciuto il vecchio proprietario (che li scambia per Adam e la ragazza della foto), seguendo le indicazioni di Tom si dirigono verso la statale 12, distrutta da una piena, che li porterà a scoprire che Adam è ancora vivo, seppur in coma dentro un laboratorio segreto.
Kyle e Jessie entrano in contatto telepatico con Adam, il che porta la ragazza a entrare nella mente di Kyle per carpirne i segreti. Jessie scappa via per suicidarsi poiché vuole bene a Kyle, e lei si considera un pericolo per lui, Kyle grazie alle sue grandi abilità fa la ruota e cerca di fermarla, e Jessi nel frattempo cerca di tramortirlo, ma grazie alla sua agilità Kyle riesce a schivare i suoi colpi, però Jessi riesce a saltare dalla diga.

## Scacco alla Madacorp
- Titolo originale: To C.I.R., With Love
- Diretto da:
- Scritto da:

### Trama
Dopo il tragico epilogo della puntata precedente, Kyle fa ritorno dai Treger, che lo accolgono a braccia aperte, quindi il ragazzo racconta tutta la verità sulla sua vita. Stephen e il ragazzo decidono così di mandare in fumo i progetti di Ballantine, che vorrebbe avere per sé delle scottanti informazioni sull'ormai defunta azienda fondata da Adam. In seguito essi si dirigono proprio alla Madacorp, con tutta la famiglia al seguito, in modo da avere il maggior aiuto possibile mentre Stephen cercherà di collegare i computer vari dell'azienda a quello della "sedia", che Kyle manderà in cortocircuito. Il piano fallisce quando Emily vede Stephen e Kyle è fatto prigioniero da Ballantine, che tiene nello stesso stato Jessie, che a sorpresa è sopravvissuta e sta rivelando una parte dei segreti tenuti nella mente di Kyle. Quest'ultimo però riesce a farsi riconsegnare da Jessie le informazioni tramite ormai l'usuale telepatia dei simili, cosicché salva Jessie che scappa. Ma Ballantine non è contento di questo esito: fa sedere sulla stessa sedia Kyle, che non riesce più ad opporre resistenza e a far mandare in corto circuito il sistema operativo e fa cadere la città in un totale blackout; sarà Jessie, su invito di Nicole, incontrata in ascensore, a salvare il ragazzo. In seguito Ballantine verrà arrestato e sollevato dall'incarico di direttore della Madacorp.

## Verso il futuro
- Titolo originale: The Future's So Bright, I Gotta Wear Shades
- Diretto da:
- Scritto da:

### Trama
Dopo che Kyle ha svelato i suoi segreti alla famiglia, loro decidono di vivere lo stesso la loro vita normalmente. Intanto la signora Bloom vede Kyle mentre levita in giardino.
A scuola stanno preparando la festa dei lavori, e lì Kyle incontra Jessi: i due decidono di salire sul tetto e Jessi salta giù come aveva fatto in precedenza Kyle, ma questa volta c'è una videocamera che filma tutto, ma il volto di Jessi non appare. Il video è messo nel sito della scuola e tutti vogliono sapere chi sia la saltatrice misteriosa, così Jessi pensa che sarebbe stato bello essere popolare, ma Kyle è contrario a tutto ciò. Il giorno dopo Jessi si fa filmare mentre cammina sull'acqua in piscina ma questa volta fa vedere anche il suo volto diventando un fenomeno nella scuola. Intanto Kyle cerca di far ragionare Jessi ma non ci riesce, così nel giorno della festa sul tetto fa inciampare Jessi prima che ella salti ancora giù davanti a tutti controllando l'acqua del suo corpo, così tutti si convincono che aveva usato dei trucchi.

## Grandi speranze
- Titolo originale: Great Expectations
- Diretto da:
- Scritto da:

### Trama
È tempo per le pulizie di primavera in casa Trager, e tutti si danno un gran da fare.
Mentre Kyle è fuori con Josh arriva inaspettatamente Amanda, la quale dice di essere tornata da New York per fare una sorpresa a sua madre, di cui è il compleanno.
Prima di entrare nella sua casa, Amanda dice a Kyle che gli deve parlare. La notizia non viene presa bene da Nicole, Josh e Lori, che sono convinti della fine della relazione tra Kyle e Amanda.
La madre di Amanda, Carol, non prende bene il rientro della figlia, poiché Amanda ha voluto parlare alla madre di un suori ripensamento sulla sua permanenza al conservatorio di New York.
Carol accusa Kyle di tutto questo, e impedisce a lui e Amanda di vedersi.
Nonostante Nicole e Stephen abbiano detto di non interferire nelle faccende di Amanda, Josh, Lori e Kyle, con l'aiuto inaspettato di Jessy, riescono a far fuggire Amanda per una notte.
Kyle e Amanda hanno perciò la possibilità di parlare, e di riconfermarsi i loro sentimenti. Ma Jessy ha fatto la spia e ha chiamato la madre di Amanda, che la porta all'aeroporto per farla tornare a New York. La puntata si conclude con Amanda che bussa alla finestra di Kyle, dopo non aver voluto prendere l'aereo.

## Una visita inaspettata
- Titolo originale: Grounded
- Diretto da:
- Scritto da:

### Trama
Kyle fa rifugiare Amanda in casa sua per la notte, che passano insieme.
Al mattino sta per fare uscire Amanda dalla sua camera, ma Stephen posiziona una scala proprio davanti alla sua finestra, visto che Josh è costretto per la punizione a lavere tutti i vetri della casa.
Amanda è bloccata, visto che in casa Trager arriva un assistente sociale, che vuole verificare la situazione di Kyle nella famiglia.
La famiglia si trova alle prese con un grosso problema, visto che Lori ha nella sua camera svariate casse di birra, e Kyle si ritrova una vasca da bagno al posto del letto.
Mentre Amanda cerca di nascondersi dai Trager, ascolta una conversazione fra Stephen, Kyle e Nicol sul dover nascondere il segreto di Kyle.
Per finire arriva Jessy in casa, e Kyle deve liberarsi di lei e Amanda senza dare nell'occhio. Mentre pensa come fare, Jessy lancia frecciatine ad Amanda, dicendo che lei non conosce affatto Kyle.
Quando Jessy esce di casa incontra Nicole e l'assistente sociale, e davanti a loro afferma di essere più di un'amica per Kyle, di essere stata in terapia con Nicole e di essere ormai parte della famiglia. L'assistente sociale non sembra convinta.
Finalmente Amanda è arrivata alla porta di ingresso, ma pronta ad uscire trova sua madre, che fa una scenata ad Amanda, e davanti all'assistente sociale accusa Kyle. Amanda si ribella alla madre, dicendo che la famiglia di Kyle è perfetta, e che è la loro ad aver bisogno di aiuto.
Quando l'assistente se ne va, rassicura Nicole dicendole che Kyle è in una famiglia perfetta, ma che farà rapporto sul rapporto che lei ha con i pazienti, che risulta alquanto non professionale.
Di sera Amanda fa visita a Kyle: dice di aver parlato con sua madre, e che può vedere Kyle solo a scuola, ma ad entrambi va bene così.

## Il cliente ha sempre ragione
- Titolo originale: Between the Rack and a Hard Place
- Diretto da:
- Scritto da:

### Trama
Amanda inizia il suo primo giorno di lavoro al "The Rack" e Kyle decide di dare una mano. Il capo lascia il posto per due ore e lascia il comando a Josh. La giornata sembra andare sempre peggio perché mancano dei soldi dalla cassa, Kyle e Amanda litigano, molti attrezzi del negozio vanno in tilt e Jessi non si fida più di Kyle e della sua famiglia. Kyle, grazie alla memoria olografica, riesce a scoprire il colpevole. Così Josh e Andy rinunciano al concerto a cui vogliono partecipare per procurarsi i $120 mancanti e riescono a sorprendere il capo, che aveva sottratto i soldi sperando di incolpare Josh. Alla fine Kyle riceve un messaggio che dice di recarsi al magazzino, pensando che l'abbia inviato Foss. Arrivato là scopre che ad aspettarlo c'è Adam Baylin.

## Le ferite più profonde
- Titolo originale: 	First Cut Is the Deepest
- Diretto da:
- Scritto da:

### Trama
Mentre Lori, Hilary e Amanda cercano di reclutare un famoso Dj per la festa di fine anno, Kyle e Jessi vengono portati da Steven Trager a sfidare i suoi alunni universitari in una gara di decrittazione, vinta da Jessi. La faccenda della sfida va avanti e Kyle scopre che Sarah, la madre di Jessi, aveva in sé un grande senso delle sfida che mostra avere pure la figlia, che però l'ha portata ad uccidersi, e ne è di conseguenza preoccupato.
Egli sfida Jessi in un pub a una gara di biliardo dove lei stava cercando di migliorare il vecchio record della madre, e mentre giocano scoppia una rissa che coinvolge anche le tre ragazze, che si erano rifugiate nel bagno del pub in attesa del Dj per non essere scoperte dalla vigilanza.
Così Lori scopre che Mark, il giovane collaboratore di suo padre, che lei in precedenza aveva spruzzato di peperoncino pensando di essere aggredita da lui, è il famoso Dj e la protegge durante la rissa.
Intanto Josh discute con Andy ed entrambi si rivolgono a Nicole perché li aiuti ad andare d'accordo. Andy rivuole il vecchio Josh che giocava con lei senza pensieri e non un'altra persona preoccupata solo della sua salute.

## Una giornata indimenticabile
- Titolo originale: Primary Colors
- Diretto da:
- Scritto da:

### Trama
Kyle deve aiutare la sua famiglia a svolgere diversi compiti ma non si sente bene, fa strani disegni nel sonno, i suoi poteri intellettivi sembrano confusi e inibiti, e un senso dell'udito distorto e aumentato lo obbliga a prendersi una pausa. Chiede a Jessi di aiutarlo, di entrargli nella mente e lei afferma che lui ha esagerato con i suoi poteri. Poi arriva Andy e felice abbraccia tutti perché il suo cancro è in regressione, e a questo punto Jessi capisce che Kyle l'ha aiutata in qualche modo con le cellule sanguigne abusando delle sue facoltà speciali e mandando il suo sistema in affaticamento.
Mark dà consigli a Lori per la sua canzone e si convince a fare da Dj alla loro festa.
Arriva anche Adam Baylin a casa dei Trager al quale Kyle parla del suo problema, lui vede il 45 giri della loro vecchia canzone sul piatto e glielo fa riascoltare perché dentro lui e la sua deceduta compagna Sarah si divertivano a inserire dei messaggi subliminali. Scoprono che ve n'è uno lo traducono e scoprono che dice: “io sono viva”.
Infine ci sono segni di disgelo della madre di Amanda nei confronti di Kyle.

## Materia grigia
- Titolo originale: Grey Matters
- Diretto da:
- Scritto da:

### Trama
Qualcuno ha violato il sistema di sicurezza della scuola per rendere pubbliche le domande dell'esame di livello; infatti alcuni studenti ottengono un voto più alto del loro normale. Tra di essi vi è anche Josh, che, essendosi impegnato duramente, vuole vedere riconosciuti i frutti dei suoi sforzi. Il preside Uper sospetta che l'hacker sia Kyle, in quanto l'unico, a quanto egli sappia, a possedere le conoscenze per violare il sistema di sicurezza.
La vera responsabile è, però, Jessi, che, spinta dall'esibizionismo, vuole fare quello che la madre fece anni prima all'università.
Allora Jessi dà a Kyle la lista di coloro che si sono collegati al sito con le risposte: in essa c'è anche Amanda, che, però, come altri studenti, ha solo visitato per curiosità la home page senza vedere le domande. Kyle, dopo lunghe riflessioni, consegna la lista al preside Uper, il quale, contenendo la lista la quasi totalità degli studenti, annulla l'esame. Jessi capisce di aver sbagliato e vuole confessare ad Uper.
Jessi si allena con Taylor per incontrare i Latnok, ma sta per arrivare al limite; cerca anche di guarire la caviglia di Declan.
A Kyle arrivano dei messaggi anonimi, molto probabilmente di Sarah. Questi messaggi chiedono fortemente a Kyle di aiutare Jessi. Kyle riesce a capire dove si trova Sarah e le va incontro nello stesso bar nel quale si incontravano, anni prima, lei e Adam: Kyle la incontra: Sarah è viva.

## Ciao, io sono Sarah
- Titolo originale: Hello...
- Diretto da:
- Scritto da:

### Trama
Kyle risolvendo un enigma riesce ad incontrare in un locale Sarah, la madre di Jessi, che fino a quel giorno ha fatto credere agli altri che fosse ancora viva, e Jessi lo scopre.
A scuola fervono i preparativi per il ballo di fine anno ma con mille problemi. Kyle convince Jessi a non andare a presentarsi dai Latnok a patto che lui le faccia incontrare sua madre; per questo con Declan torna al locale dove l'ha conosciuta, la rintraccia a casa ma lei non vuole incontrare Jessi anche se pensa che Brian sia pericoloso, ma alla fine pare convincerla.
Lori discute con Mark per la canzone e lui rinuncia a essere il Dj per il ballo, ma poi si riconciliano e lui torna sui suoi passi.
Brian va a prendere Jessi a casa dei Trager, è sconcertato dal rifiuto di Jessi che è spalleggiata da tutta la famiglia e se ne va.
Jessi è disperata perché ha perso le speranze di rivedere Sarah, ha una crisi e proprio quando Sarah arriva cade a terra inanimata. Kyle la salva con i suoi poteri riattivandone il cuore e le due possono parlare assieme.
I Latnok osservano il filmato di Kyle che salva Jessi e decidono che è giunto il momento di rivelarsi a lui.

## Una magica serata
- Titolo originale: I've Had the Time of My Life
- Diretto da:
- Scritto da:

### Trama
Adam racconta a Kyle che non è a favore dei Latnok perché adesso ci tiene che lui viva una vita normale e per questo lo lascia con i Trager.
Sarah vorrebbe abbandonare Seattle con Jessi anche per allontanarsi dai Latnok. Jessi comunica agli amici la notizia.
È il giorno della grande festa di fine anno: Lori e Mark stanno preparando la scaletta delle canzoni da mettere, Josh e Andy progettano di copulare dopo il ballo, Kyle vuole fare in modo che per Amanda sia tutto perfetto occupandosi del suo vestito, Steven scopre le intenzioni sessuali dei suoi figli e prima si oppone, poi da a Josh un profilattico raccomandandosi di farlo quando sarà pronto, ma nel caso lo facesse quella sera di usare la protezione.
Jessi avvisa Kyle che le decorazioni preparate da Amanda per il ballo non sono adeguate e lui decide di aiutarla e per il loro incontro le prepara uno scenario mozzafiato.
Durante la festa i tre ragazzi Trager si ritrovano in corridoio per parlare dei loro interrogativi amorosi e poi si riuniscono alla festa, la canzone di Lori viene messa da Mark anche se non ha vinto il concorso musicale.
Kyle e Jessi si incontrano sul tetto per l'ultimo saluto prima che lei se ne vada e si abbracciano sapendo che rimarranno in contatto, poi Jessi salta giù.
Scendendo Kyle incontra Tom Foss che gli raccomanda di guardarsi dai Latnok e se ne va.
La festa è finita e si tirano le somme: Andy non ha realmente intenzione di copulare con Josh, Declan si dichiara nuovamente a Lori, la quale si commuove e capisce che è meglio se non tornano indietro, Kyle e Amanda fanno l'ultimo ballo solitari, nel quale si confessano il loro amore reciproco e levitano assieme, poi uscendo dalla sala Kyle torna un attimo dentro e quando esce di nuovo non trova più Amanda ma un anello dei Latnok per terra.